# 岩手県立胆沢高等学校
岩手県立胆沢高等学校（いわてけんりついさわこうとうがっこう）とは、岩手県奥州市（旧胆沢郡胆沢町）に所在した公立の高等学校。
略称は胆高（たんこう）。2008年（平成20年）4月に岩手県立水沢高等学校に統合され、2010年（平成22年）3月に廃校となった。

## 設置学科
- 普通科
  - 普通系
  - 情報系

## 所在地
- 〒023-0402 岩手県奥州市胆沢（旧胆沢郡胆沢町）小山字小十文字39

北緯39度7分11.4秒 東経141度3分31.6秒 / 北緯39.119833度 東経141.058778度
- 東日本旅客鉄道東北本線水沢駅から岩手県交通バスで20分

## 沿革
- 1948年（昭和23年） - 岩手県立水沢高等学校定時制課程南都田分校として開校。
- 1975年（昭和50年） - 岩手県立胆沢高等学校として独立。
- 2010年（平成22年） - 岩手県立水沢高等学校に統合される形で閉校。

## 部活動
- ソフトテニス部（女子）
- バドミントン部（男子）
- 茶道部
- 写真部